# Кузнецов, Геннадий Аркадьевич
Геннадий Аркадьевич Кузнецов (1926—2011) — советский передовик производства в судостроительной промышленности. Герой Социалистического Труда (1970).

## Биография
Родился 5 ноября 1926 года в деревне Енаиха Ивановского района Горьковской области.
С 1942 года после окончания ремесленного училища работал электромонтажником в городе Горьком на предприятии «Электромонтажтрест». С 1943 года Г. А. Кузнецов был переведён электромонтажником в бюро № 3 в город Молотовск, Архангельской области.
С 1944 по 1984 годы был бригадиром электромонтажников в СПО «Арктика» на всех ведущих участках строительства кораблей — больших морских охотников, эсминцев, крейсеров, дизель-электрических подводных лодок и атомных подводных лодок 1—3-го поколений. Отличник качества, мастер бездефектного труда, наставник нескольких поколений молодых электромонтажников. Внес существенный вклад в методы организации и выполнения судовых электромонтажных работ.
28 апреля 1963 года Указом Президиума Верховного Совета СССР «за отличие в труде и создание новых образцов спецтехники» Г. А. Кузнецов был награждён Орденом Ленина.
30 марта 1970 года «за выдающиеся заслуги в выполнении специальных заданий Правительства СССР» Указом Президиума Верховного Совета СССР Геннадий Аркадьевич Кузнецов был удостоен звания Героя Социалистического Труда с вручением Ордена Ленина и золотой медали «Серп и Молот».
С 1984 года на пенсии. Скончался 24 февраля 2011 года. Похоронен в Северодвинске на кладбище «Миронова гора».

## Награды
- Медаль «Серп и Молот» (30.03.1970)
- Орден Ленина (28.04.1963, 30.03.1970)
- Медаль «За трудовую доблесть» (15.10.1953)
- Медаль «За трудовое отличие» (2.10.1950)